# گلاوبر (بازیکن فوتبال)
گلاوبر (به پرتغالی: Gláuber Vian Corrêa) مدافع اهل برزیل است که در شهر Ilha Solteira و در تاریخ ۹ فوریهٔ ۱۹۸۱ به دنیا آمده‌است.
گلاوبر در تیم‌های فوتبال União Barbarense سابقهٔ حضور دارد.